# Превлачење и отпуштање
Првлачење и отупуштање (енгл. Drag and drop) је метода управљања елементима интерфејса у корисничким интерфејсима (и графичким и текстуалним, где се GUI елементи имплементирају помоћу псеудо-графике) помоћу миша или екрана осетљивог на додир.
Метод се реализује тако што се „хватањем“ (притиском и држањем главног (првог, обично левог) дугмета миша) објекат приказан на екрану рачунара који је програмски доступан за такву операцију, и премештањем на друго место (да се промени локација) или га „бацити“ на други елемент (да позове одговарајућу радњу предвиђену програмом). У односу на прозоре (који су такође способни да се крећу на сличан начин), овај термин се обично не користи.
Основне акције и најједноставнији примери акција превлачења и испуштања су: померање објекта, померање објекта са панела на панел, иако је у савременим оперативним системима превлачење и испуштање широко коришћено и један је од главних начина интеракције са рачунар у графичком корисничком интерфејсу.
Објекти за премештање могу бити следећи елементи интерфејса: иконе на радној површини, плутајуће траке са алаткама, програмске пречице на траци задатака (почев од Windows XP-а), текстуални низ, DataGridView ћелије и ОЛЕ елементи. Објекти се могу кретати унутар одређене области, унутар једног прозора, између панела једног прозора и између различитих прозора.
Догађај превлачења мора бити покренут неком радњом корисника. Најчешће, ова радња је притискање левог дугмета миша на елемент (овај догађај се зове MouseDown), који се може померити у свом контејнеру. Неке компоненте имају сопствене догађаје почетка превлачења и испуштања - на пример, TreeView има догађај ItemDrag.